# Birla Institute of Technology and Science

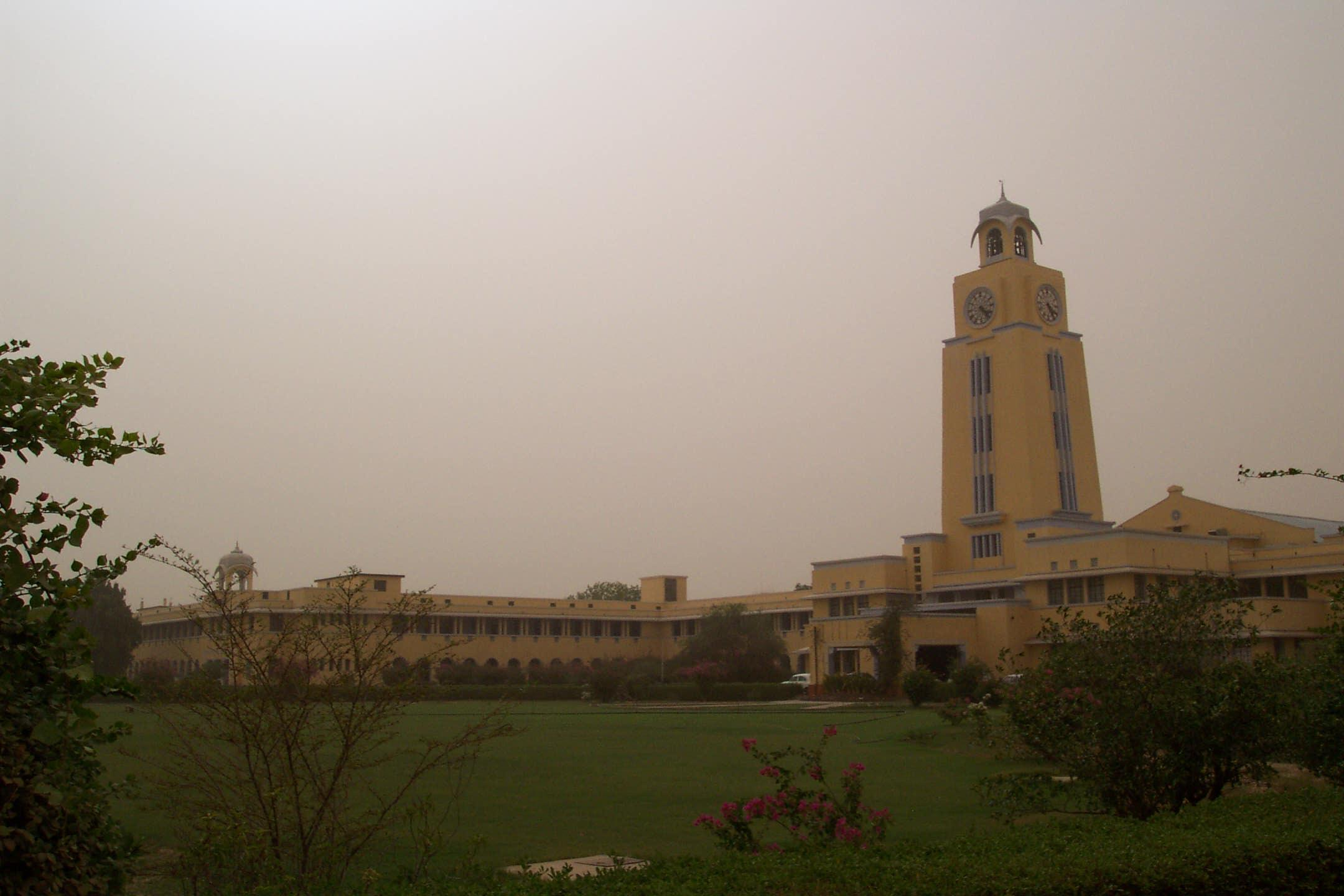
Klocktorn på campusområdet

Birla Institute of Technology and Science (hindi: बिरला प्रौद्योगिकी एवं विज्ञान संस्थान पिलानी), förkortat BITS, är en teknisk högskola i Indien. Skolan har sitt säte i Pilani, men har också campus i Hyderabad, Goa, Dubai och Bangalore. Den grundades 1929 av G.D. Birla.